# Lycaena albidoflava
Lycaena albidoflava är en fjärilsart som beskrevs av Bayer 1924. Lycaena albidoflava ingår i släktet Lycaena och familjen juvelvingar. Inga underarter finns listade i Catalogue of Life.